# Buzău
Buzău is een stad in het gelijknamige district (Județul Buzău) van Roemenië, gelegen in de historische provincie Muntenië. De stad ligt aan de gelijknamige rivier, tussen de Karpaten en de vruchtbare vlakte van Walachije.
In het jaar 2002 had Buzău 133.116 inwoners.

## Bevolking
- 1832: 2567
- 1899: 21.875
- 1992: 148.048
- 2000: 134.227
- 2002: 133.116

## Geschiedenis
De stad werd voor het eerst vermeld in een document in het jaar 1431, toen Dan II vorst van Walachije was.
In het jaar 1832 had Buzău 2567 inwoners, waarvan 99% Roemeen was. In de stad waren er ook 18 Joden, 1 Engelsman en 1 Oostenrijker. In 1899 had Buzău 21.875 inwoners, in meerderheid orthodox (88,74%). De rest was joods (7,58%), rooms-katholiek (2,93%) en protestants (0,32%).
Tijdens de Eerste Wereldoorlog was de stad, tussen 1916 en 1918, bezet door de Duitsers. Buzău werd na de oorlog weer teruggegeven aan de Roemenen. Tijdens de Tweede Wereldoorlog werd Buzău in augustus 1944 bezet door de Sovjet-Unie. Daarbij werd de toren van het Palatul Cumunal verwoest, omdat zich in het gebouw Duitsers verschanst hadden. Na de oorlog werd de toren herbouwd.
Constantin Brâncuși heeft er gewoond in de zomer van het jaar 1914, toen hij er twee 2 sculpturen vervaardigde: "Prayer" en Petre Stănescu's beeld.

## Geboren in Buzău
- Vasile Voiculescu, dichter, schrijver, toneelschrijver
- George Ciprian, actor, toneelschrijver
- Andrei-Ionuț Ursu, artiestennaam WRS, zanger, danser, songwriter

Alba Iulia · Alexandria · Arad · Bacău · Baia Mare · Bârlad · Bistrița · Botoșani · Brașov · Brăila · Bucureşti (Boekarest) · Buzău · Călărași · Cluj-Napoca · Constanța · Craiova · Deva · Drobeta-Turnu Severin · Focșani · Galați · Giurgiu · Hunedoara · Iași · Mediaș · Oradea · Piatra Neamț · Pitești · Ploiești · Râmnicu Vâlcea · Reșița · Roman · Satu Mare · Sfântu Gheorghe · Sibiu · Slatina · Slobozia · Suceava · Târgoviște · Târgu Jiu · Târgu Mureș · Timișoara · Tulcea · Turda · Vaslui · Zalău